# Ivan Stojanov (1983)
Ivan Stojanov (in bulgaro Иван Стоянов?; traslitterazione anglosassone: Ivan Stoyanov; Sliven, 24 luglio 1983) è un calciatore bulgaro, attaccante del Karnobat.

## Palmarès

### Club
- Coppa di Bulgaria: 2

Ludogorec: 2011-2012, 2013-2014
- Campionato bulgaro: 2

Ludogorec: 2012-2013, 2013-2014

### Individuale
- Capocannoniere del campionato bulgaro: 1

2011-2012 (16 gol, con Júnior Moraes)